# Cambarus reflexus
Cambarus reflexus е вид ракообразно от семейство Cambaridae. Видът не е застрашен от изчезване.

## Разпространение и местообитание
Разпространен е в САЩ (Джорджия и Южна Каролина).
Обитава сладководни басейни и реки.